# Szilvásy György
Szilvásy György (Budapest, 1958. április 29. –) MSZP-s politikus, volt polgári titkosszolgálatokat felügyelő tárca nélküli miniszter.

## Pályafutása
A Marx Károly Közgazdaságtudományi Egyetem (MKKE) nemzetközi kapcsolatok szakán szerzett közgazdász diplomát 1982-ben, majd 1985-ben doktori címet is szerzett. Kezdetben az MKKE tudományos munkatársa volt, majd az egyetem KISZ-bizottságának titkáraként dolgozott, végül a KISZ Központi Bizottságán dolgozott, többek között szóvivőként. Pályája a KISZ-ben találkozott először Gyurcsány Ferenc későbbi miniszterelnökével.
A KISZ 1989-ben megszűnt, Szilvásy ekkorra Pozsgay Imre államminiszter titkárságára került a Minisztertanács Hivatalába, majd az 1990-es kormányváltásig a Magyar Televízió és a Magyar Rádió Felügyelő Bizottságának titkáraként miniszterhelyettes ugyanott.
1990-től 1995-ig a Miniszterelnöki Hivatal helyettes államtitkára volt, ahol a gazdálkodási területért felelt, majd 1995 és 1998 között a Környezetvédelmi és Területfejlesztési Minisztérium közigazgatási államtitkára.
1998 és 2002 között Gyurcsány Ferenc érdekeltségébe tartozó cégeknél dolgozott, először az Altus Rt. igazgatója, majd 2000-től a Perfekt Rt. vezérigazgatója volt.
2002–2003-ban a Gyermek-, Ifjúsági, és Sportminisztérium, 2003–2004-ben a Nemzeti Kulturális Örökség Minisztériuma, 2004–2005-ben pedig a Belügyminisztérium közigazgatási államtitkára volt. 2005 áprilisától Gyurcsány Ferenc miniszterelnök kabinetfőnöke, 2006. június 9. és 2007. június 25. között a második Gyurcsány-kormányban a Miniszterelnöki Hivatalt vezető miniszter volt. 2007. június 25-e után a titkosszolgálatokat felügyelő tárca nélküli miniszter lett. (Addigi helyét Kiss Péter szociális- és családügyi miniszter vette át.
A Bajnai-kormány alatt a Magyar Nemzeti Vagyonkezelő (MNV) humánpolitikai és koordinációs főigazgatójaként folytatta pályafutását.

## A Zuschlag-ügy és Szilvásy
A Zuschlag-ügyben tanúként hallgatta ki a Bács-Kiskun Megyei Főügyészség Szilvásy Györgyöt, aki a Gyermek-, Ifjúsági és Sportminisztérium (GYISM) közigazgatási államtitkára volt 2003 júniusáig.
2007. szeptember 27-én a HVG-ben egy interjú jelent meg Topolánszky Ákossal, a GYISM korábbi helyettes államtitkárával, aki elmondta, hogy Szilvásy bevezette a közigazgatási „kettős ellenőrzés” rendszerét, ami a pályázatok egyfajta „előzsűrizését” jelentette. 2007. október 2-án a Magyar Nemzetben Topolánszky Ákos azt állította, hogy „Szilvásy György a napokban a Nemzetbiztonsági Szolgálatokat felügyelő miniszterként a hivatalos számáról hivatalos minőségében hívott fel, és felszólított arra, hogy a hvg.hu-nak adott interjúmban olvasható, őrá és munkatársaira vonatkozó összes állításomat vonjam vissza, különben jogi útra tereli a folyamatot, és megjelentetni tervez egy közleményt, amely arról szól majd, hogy egy alapítványon keresztül próbáltam bűnös módon szert tenni jelentős közpénzekre”. Szilvásy György a napilap állításaira reagált, elmondása szerint nem fenyegette meg Topolánszky Ákost, és nem mondta azt, ha nem vonja vissza állításait, akkor közleményt ad ki arról, hogy egy alapítványon keresztül próbált bűnös módon szert tenni jelentős közpénzekre.

## Az UD-ügy és a Szilvásy-ügy
2009 májusában, nem sokkal azután, hogy megszűnt a második Gyurcsány-kormány, a Központi Nyomozó Főügyészség egy rendbeli, hivatalos személyként, folytatólagosan elkövetett, különleges személyes adattal való visszaélés elkövetésével gyanúsította meg. Az ügyészség szerint a volt titkosszolgálatokat felügyelő miniszter jogtalanul sokszorosította és osztotta szét az Országgyűlés nemzetbiztonsági bizottsága tagjainak az UD Zrt. ügyvezetője, valamint Demeter Ervin és Kövér László között folyt, a magyar titkosszolgálat által lehallgatott telefonbeszélgetések szövegét. Szilvásy „jogalap és törvényes cél nélkül, szükségtelenül kezelt” személyes adatokat.(Lásd még: A megfigyelési ügy.) Mivel a 2010-es országgyűlési választáson nem szerzett mandátumot, ezért megszűnt mentelmi joga. Ezért az ügyészség újra megindította ellene a nyomozást.
2011-ben  Szilvásyt egy újabb ügyben, Galambos Lajosnak, a Nemzetbiztonsági Hivatal kémkedéssel gyanúsított volt főigazgatójának terhelő vallomása alapján vonták eljárás alá. 2011. július 1-jén – a lefolytatott házkutatás után – a  kémkedéssel gyanúsított volt polgári titkosszolgálatokat felügyelő tárca nélküli minisztert őrizetbe vette a rendőrség, július 4-én szabadlábra helyezték. 2013. július 5-én a Debreceni Törvényszék első fokon felbujtóként elkövetett kémkedésért 2 év 10 hónap börtönbüntetésre ítélte, a közügyektől 3 évre eltiltották. Társait szintén elítélték, az ügy iratanyagát 2040-ig titkosították. Szilvásy fellebbezett az ítélet ellen. Másodfokon eljárási hibák miatt hatályon kívül helyezték az ítéletet. A megismételt elsőfokú és másodfokú eljárásban 2017-ben felmentették.

## Családja
Nős, két fia van. Egyik testvére Szilvásy Péter, aki a Kormányzati Tanácsadó Jósda üzemeltetésével hívta fel magára a figyelmet 2007-ben. Másik testvére, Szilvásy István orvos dandártábornok, 2007-től az Állami Egészségügyi Központ (ÁEK) főigazgatója.
Felesége, Csáky Bernadett a Bajnai-kormány alatt a Miniszterelnöki Hivatal igazgatási szakállamtitkáraként a Központi Szolgáltatási Főigazgatóság (KSZF) felügyeletét végezte.